# Linia kolejowa nr 563
Linia kolejowa nr 563 – pierwszorzędna, jednotorowa, niezelektryfikowana linia kolejowa znaczenia państwowego łącząca rozjazd nr 103 (dawny posterunek Rejowiec Zachodni) z rozjazdem nr 502 (dawny posterunek Rejowiec Południowy) na stacji Rejowiec.
Linia została zbudowana w trakcie I lub II wojny światowej. W latach 80. została zelektryfikowana, jednak w latach 90. wstrzymano na niej ruch i fizycznie została zlikwidowana. Po uruchomieniu połączeń pasażerskich między Lublinem i Zamościem pojawiły się postulaty odbudowy trasy w celu skrócenia czasu przejazdu między tymi miastami. Linia została odbudowana i otwarta 13 października 2017 roku dla potrzeb ruchu towarowego. Po wybudowaniu linia została włączona w skład stacji Rejowiec.
Linia stanowi łącznicę między linią kolejową Warszawa Wschodnia Osobowa – Dorohusk a linią kolejową Rejowiec – Hrebenne i umożliwia przejazd pociągów z kierunku Świdnika w stronę Krasnegostawu.